# مانیتور کلاس اسکرپیون
مانیتور کلاس اسکرپیون (به انگلیسی: Skorpionen-class monitor) یک کلاس از کشتی است که طول آن ۶۲٫۳۳ متر (۲۰۴ فوت ۶ اینچ) می‌باشد.